# Шелтер Ајланд (Њујорк)
Шелтер Ајланд (енгл. Shelter Island) насељено је место без административног статуса у америчкој савезној држави Њујорк.

## Демографија
По попису из 2010. године број становника је 1.333, што је 99 (8,0%) становника више него 2000. године.
| Група             | 2000.         | 2010.         |
| Белци             | 1.161 (94,1%) | 1.222 (91,7%) |
| Афроамериканци    | 13 (1,1%)     | 12 (0,9%)     |
| Азијати           | 7 (0,6%)      | 6 (0,5%)      |
| Хиспаноамериканци | 40 (3,2%)     | 75 (5,6%)     |
| Укупно            | 1.234         | 1.333         |